# Amphitrite cirrata
Amphitrite cirrata é uma espécie de anelídeo pertencente à família Terebellidae.
A autoridade científica da espécie é O. F. Müller, tendo sido descrita no ano de 1776.
Trata-se de uma espécie presente no território português, incluindo a sua zona económica exclusiva.